# Auberville-la-Campagne
Pour les articles homonymes, voir Auberville (homonymie) et Campagne (homonymie).
Auberville-la-Campagne est une ancienne commune française située dans le département de la Seine-Maritime, en Normandie.
La commune fusionne avec trois autres le 1er janvier 2016 pour former la commune nouvelle de Port-Jérôme-sur-Seine et prend à cette date le statut de commune déléguée.

## Géographie
Commune déléguée de Port-Jérôme-sur-Seine située dans le pays de Caux et dans le canton de Notre-Dame-de-Gravenchon.

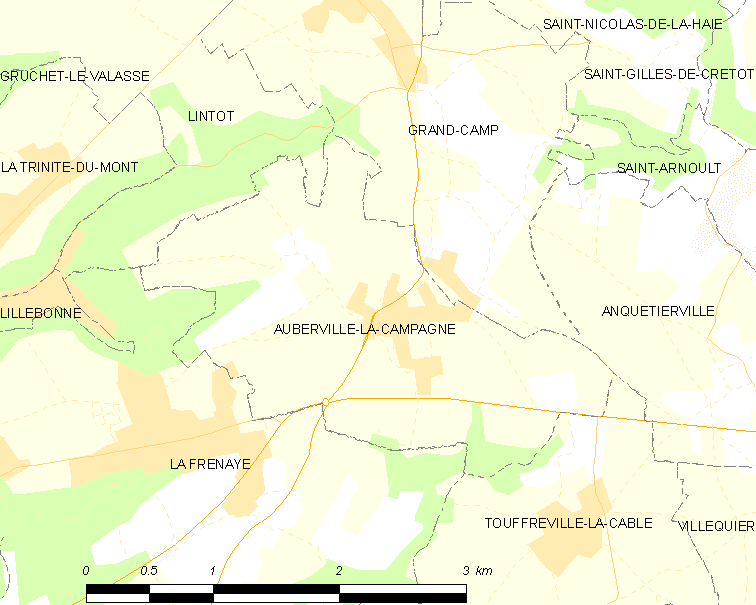
Carte de la commune déléguée.
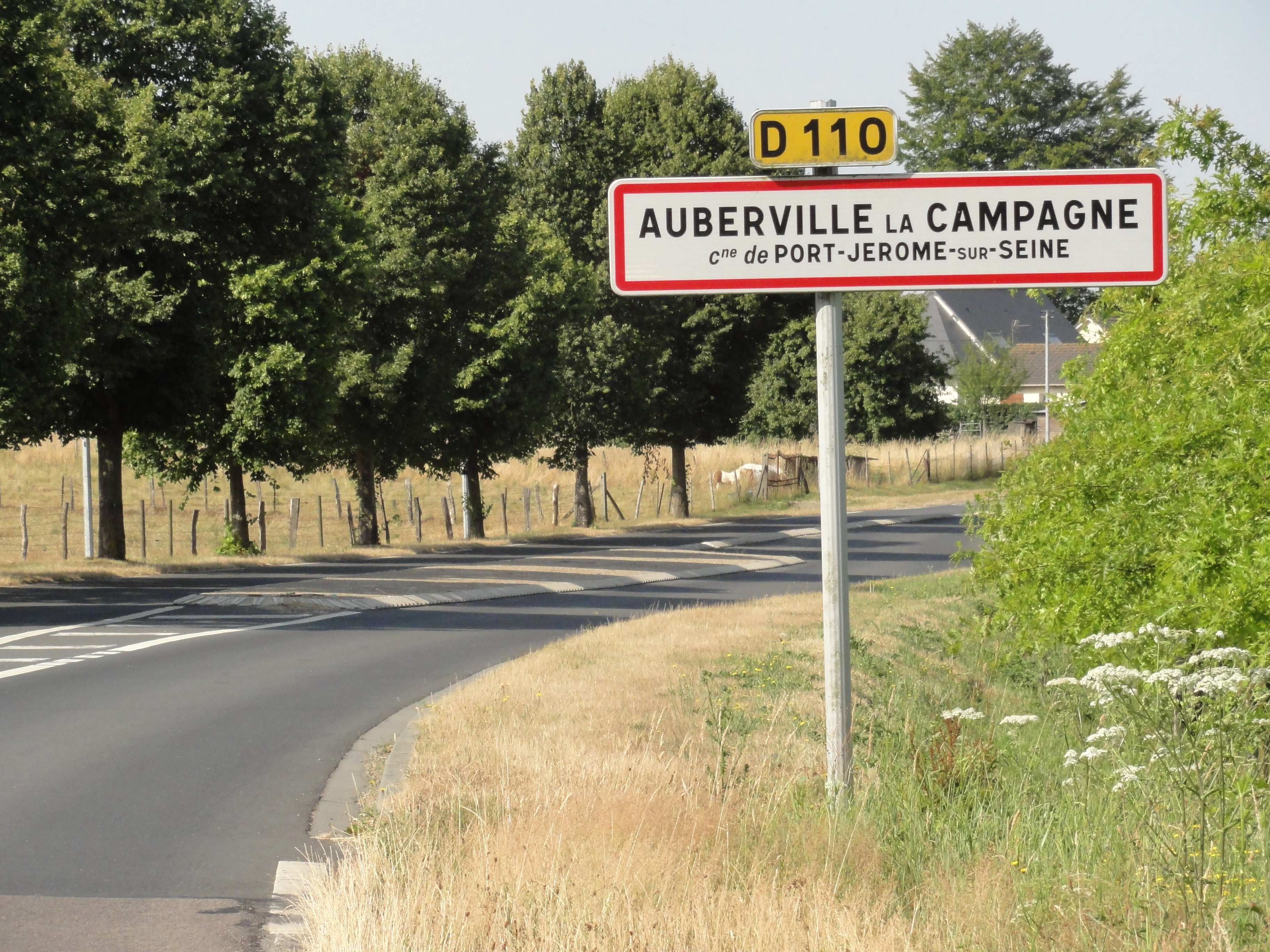
Entrée d'Auberville-la-Campagne.

## Toponymie
Le nom de la localité est attesté sous la forme ecclesia sancti Johannis de Osbervilla juxta calceiam Lislebone et Juxta Insulam Bonam en 1213, Osbervilla en 1219, super Insulam Bonam en 1280, jouste Lintot en 1294.

Auberville-la-Campagne n'apparaît qu'au XVIIIe siècle sur la carte de Cassini.
Dans les noms de lieux normands, la campagne ou le plain désigne un territoire découvert, par opposition au bocage (anciennement boscage, boschage).

## Histoire
La ville-centre de Gravenchon et 3 villages dont Auberville-la-Campagne ont décidé en 2015 de s'unir car ils sont situés dans le même bassin de vie et afin de bénéficier d'une incitation financière de l'État, qui leur permet soit d'éviter une forte augmentation des impôts, soit de devoir supprimer des services aux habitants,.
La commune nouvelle de Port-Jérôme-sur-Seine, qui fusionne les  quatre anciennes communes d'Auberville-la-Campagne, Notre-Dame-de-Gravenchon, Touffreville-la-Cable et Triquerville, devenues des communes déléguées, est  créée par un arrêté préfectoral du 30 novembre 2015 à la demande des quatre conseils municipaux et après une consultation de la population,,,.

## Politique et administration
| Période                                  | Période                        | Identité         | Étiquette | Qualité |
| ---------------------------------------- | ------------------------------ | ---------------- | --------- | --- |
| Les données manquantes sont à compléter. |                                |                  |           | |
| mars 2001                                | En cours (au 16 décembre 2015) | Samuel Craquelin | DVD       | Architecte Vice-président de la CC Caux vallée de Seine (2014 → ) Réélu pour le mandat 2014-2020 Devient maire délégué d'Auberville-la-Campagne le 1er janvier 2016 |

## Démographie

### Évolution démographique
L'évolution du nombre d'habitants est connue à travers les recensements de la population effectués dans la commune depuis 1793. À partir du 1er janvier 2009, les populations légales des communes sont publiées annuellement dans le cadre d'un recensement qui repose désormais sur une collecte d'information annuelle, concernant successivement tous les territoires communaux au cours d'une période de cinq ans. 
Pour les communes de moins de 10 000 habitants, une enquête de recensement portant sur toute la population est réalisée tous les cinq ans, les populations légales des années intermédiaires étant quant à elles estimées par interpolation ou extrapolation. Pour la commune, le premier recensement exhaustif entrant dans le cadre du nouveau dispositif a été réalisé en 2008,.
En 2013, la commune comptait 654 habitants, en évolution de +5,65 % par rapport à 2008 (Seine-Maritime : +0,48 %, France hors Mayotte : +2,49 %).
| 1793 | 1800 | 1806 | 1821 | 1831 | 1836 | 1841 | 1846 | 1851 |
| ---- | ---- | ---- | ---- | ---- | ---- | ---- | ---- | ---- |
| 315  | 318  | 364  | 349  | 410  | 400  | 379  | 364  | 389  |

| 1856 | 1861 | 1866 | 1872 | 1876 | 1881 | 1886 | 1891 | 1896 |
| ---- | ---- | ---- | ---- | ---- | ---- | ---- | ---- | ---- |
| 323  | 324  | 320  | 334  | 415  | 437  | 426  | 458  | 420  |

| 1901 | 1906 | 1911 | 1921 | 1926 | 1931 | 1936 | 1946 | 1954 |
| ---- | ---- | ---- | ---- | ---- | ---- | ---- | ---- | ---- |
| 430  | 431  | 370  | 288  | 277  | 249  | 271  | 385  | 318  |

| 1962 | 1968 | 1975 | 1982 | 1990 | 1999 | 2008 | 2013 | - |
| ---- | ---- | ---- | ---- | ---- | ---- | ---- | ---- | - |
| 321  | 301  | 292  | 401  | 531  | 555  | 619  | 654  | - |

### Pyramide des âges
La population de la commune est relativement jeune. Le taux de personnes d'un âge supérieur à 60 ans (11,8 %) est en effet inférieur au taux national (21,6 %) et au taux départemental (20,7 %).					
À l'instar des répartitions nationale et départementale, la population féminine de la commune est supérieure à la population masculine. Le taux (51,2 %) est du même ordre de grandeur que le taux national (51,6 %).					
La répartition de la population de la commune par tranches d'âge est, en 2007, la suivante :					
- 48,8 % d’hommes (0 à 14 ans = 20,2 %, 15 à 29 ans = 15,2 %, 30 à 44 ans = 26,2 %, 45 à 59 ans = 27,8 %, plus de 60 ans = 10,6 %) ;
- 51,2 % de femmes (0 à 14 ans = 23 %, 15 à 29 ans = 14,5 %, 30 à 44 ans = 23 %, 45 à 59 ans = 26,5 %, plus de 60 ans = 12,9 %).

| Hommes | Classe d’âge | Femmes |
| ------ | ------------ | ------ |
| 0,0    | 90 ans ou +  | 0,3    |
| 3,3    | 75 à 89 ans  | 4,7    |
| 7,3    | 60 à 74 ans  | 7,9    |
| 27,8   | 45 à 59 ans  | 26,5   |
| 26,2   | 30 à 44 ans  | 23,0   |
| 15,2   | 15 à 29 ans  | 14,5   |
| 20,2   | 0 à 14 ans   | 23,0   |

| Hommes | Classe d’âge | Femmes |
| ------ | ------------ | ------ |
| 0,3    | 90 ans ou +  | 1,1    |
| 5,6    | 75 à 89 ans  | 9,1    |
| 12,0   | 60 à 74 ans  | 13,2   |
| 20,9   | 45 à 59 ans  | 20,2   |
| 20,5   | 30 à 44 ans  | 19,5   |
| 20,9   | 15 à 29 ans  | 19,2   |
| 19,9   | 0 à 14 ans   | 17,8   |

## Enseignement

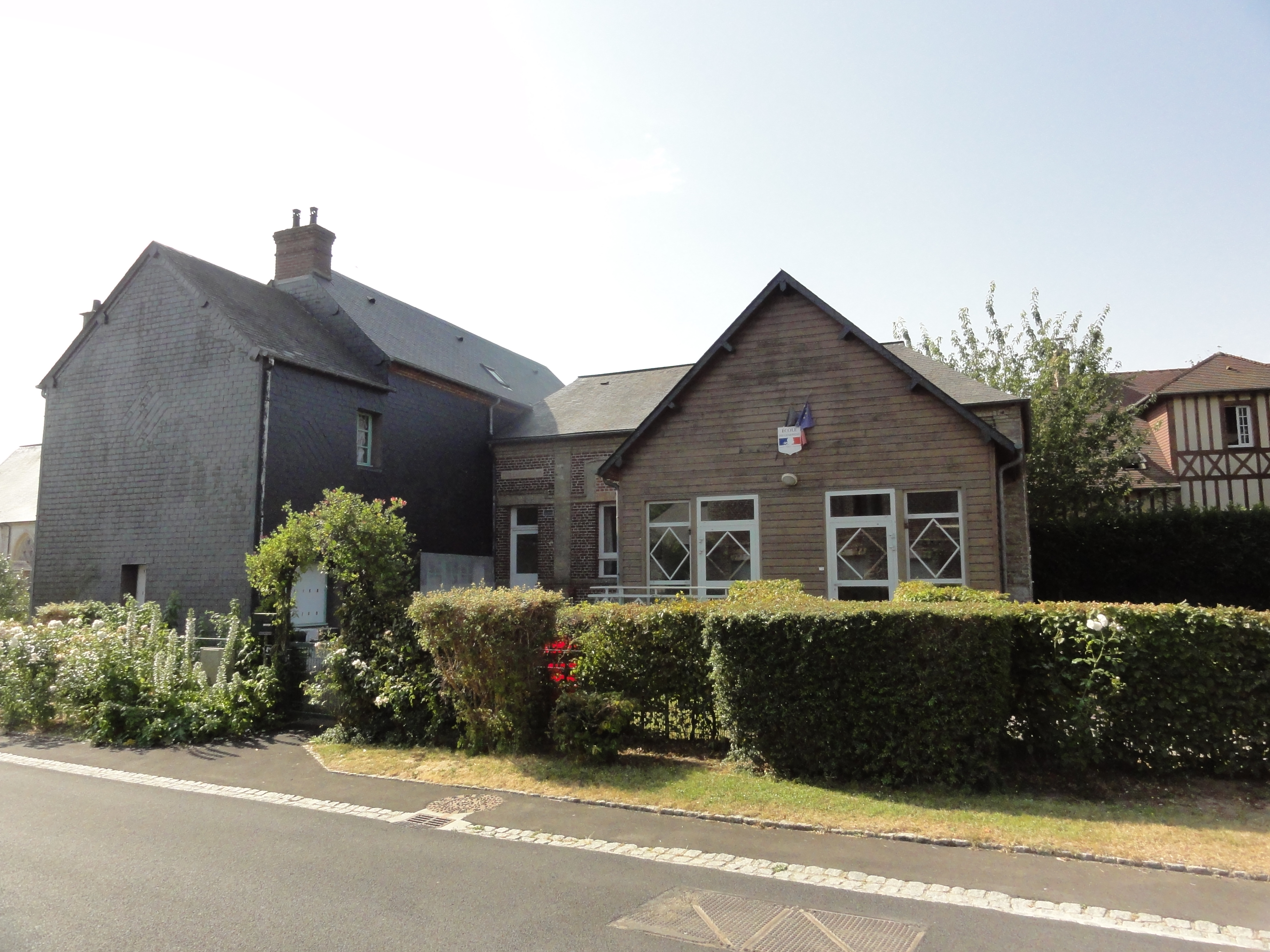
École des Charmilles.

## Vie associative et sportive

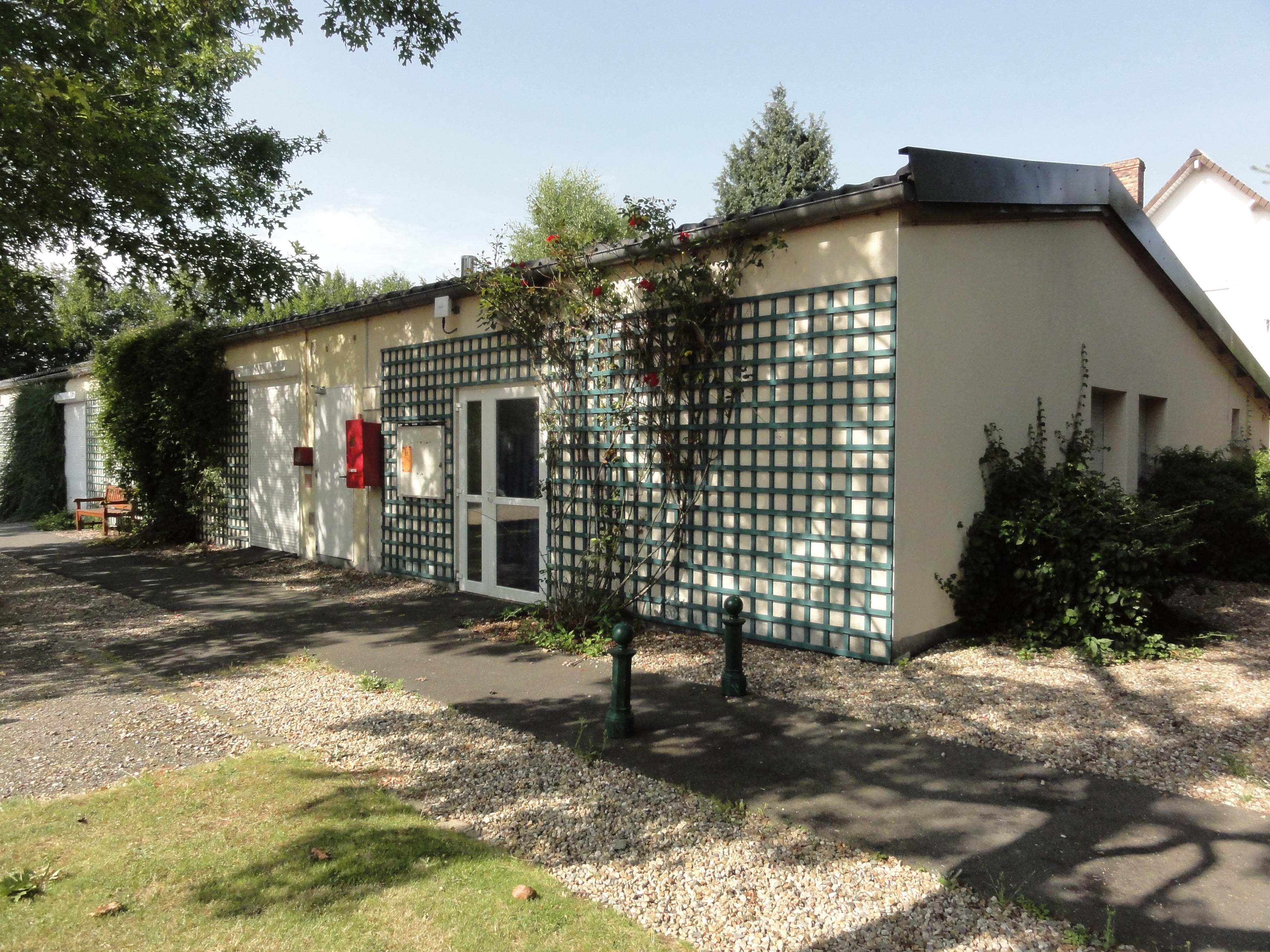
Salle des fêtes.
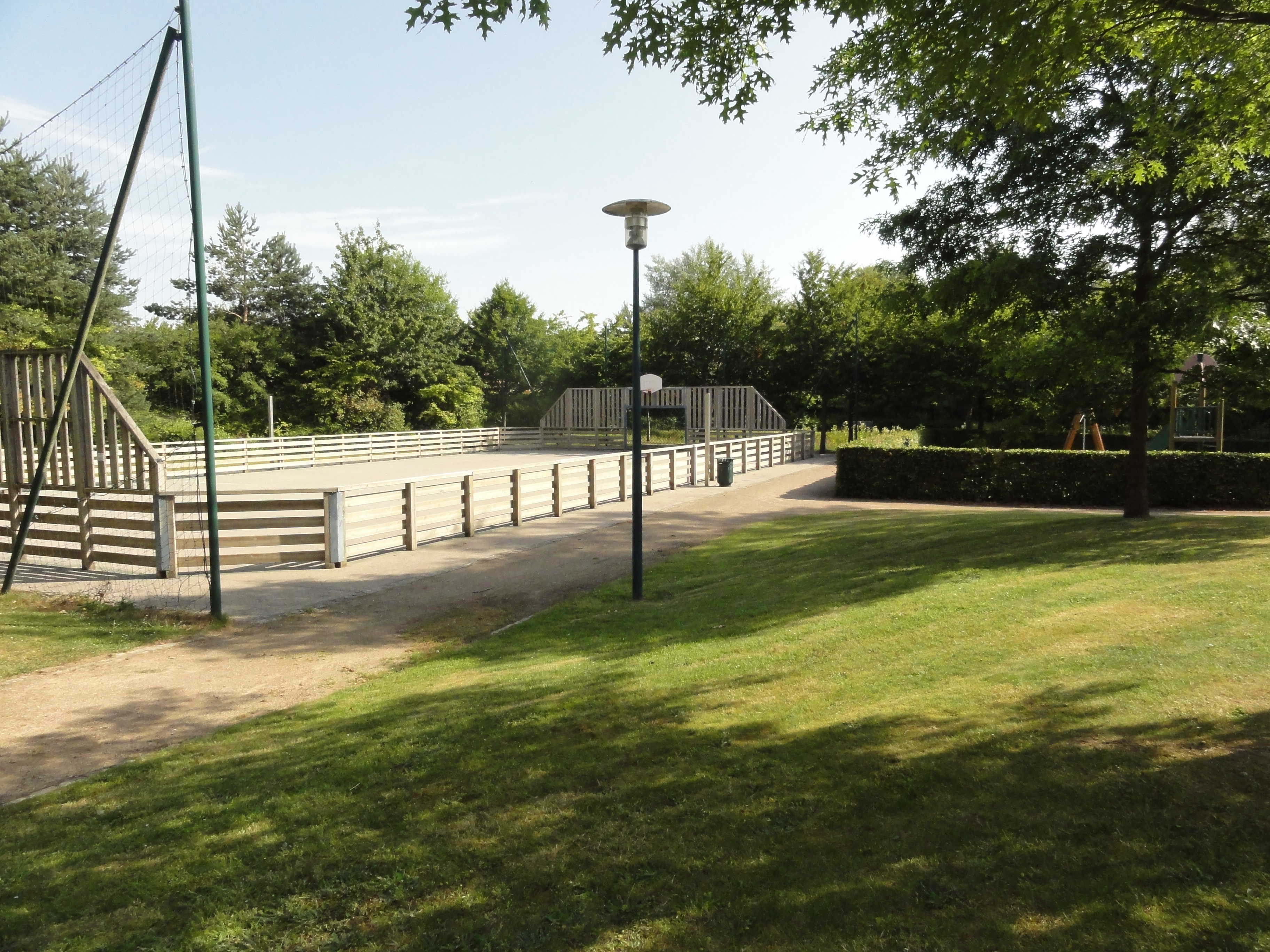
Terrain muiltisports.

## Culture locale et patrimoine

### Lieux et monuments
- Église Saint-Jean-Baptiste.
- Croix du cimetière.
- Monument aux morts.
- Manoir de Brilly[19]

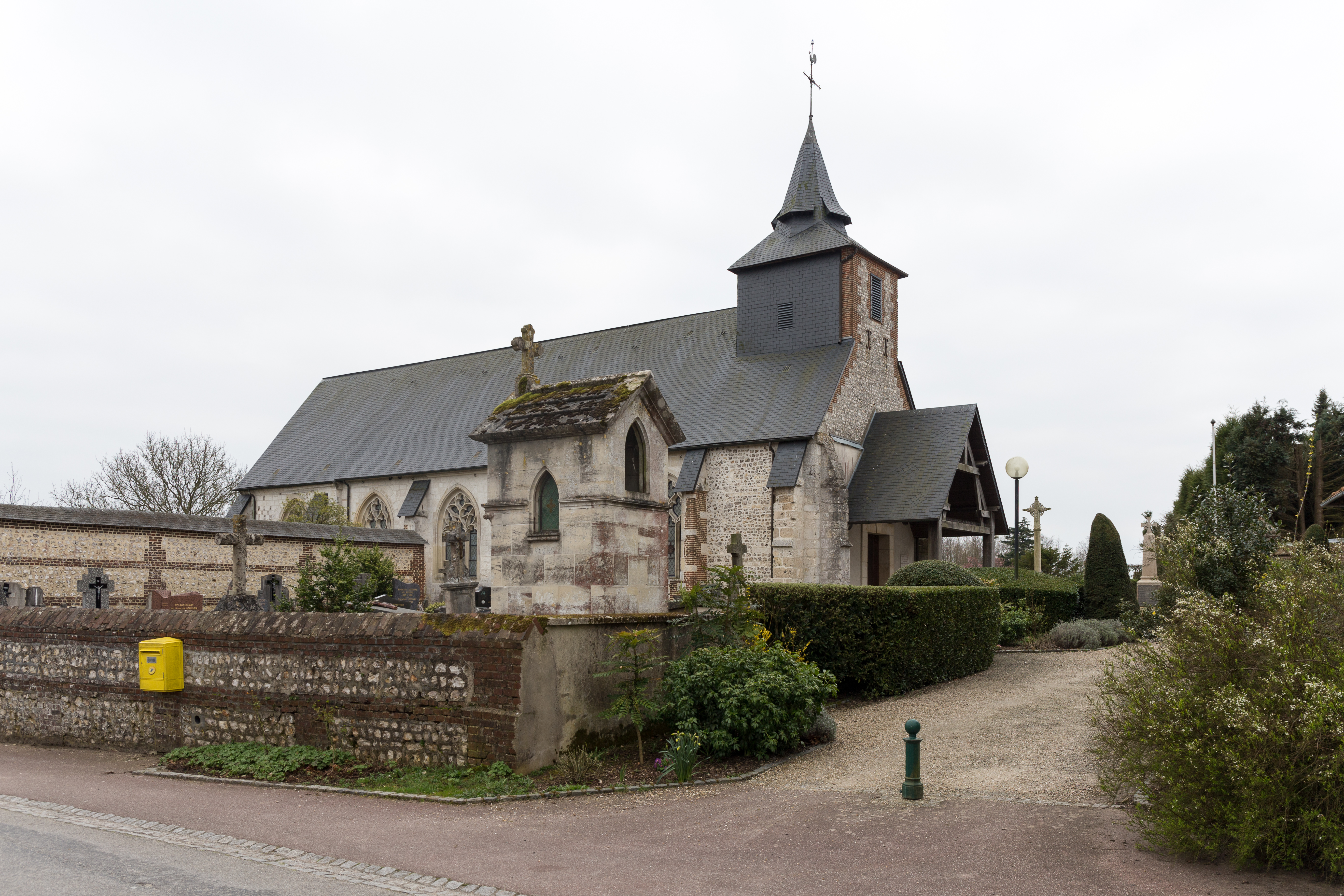
L'église Saint-Jean-Baptiste.
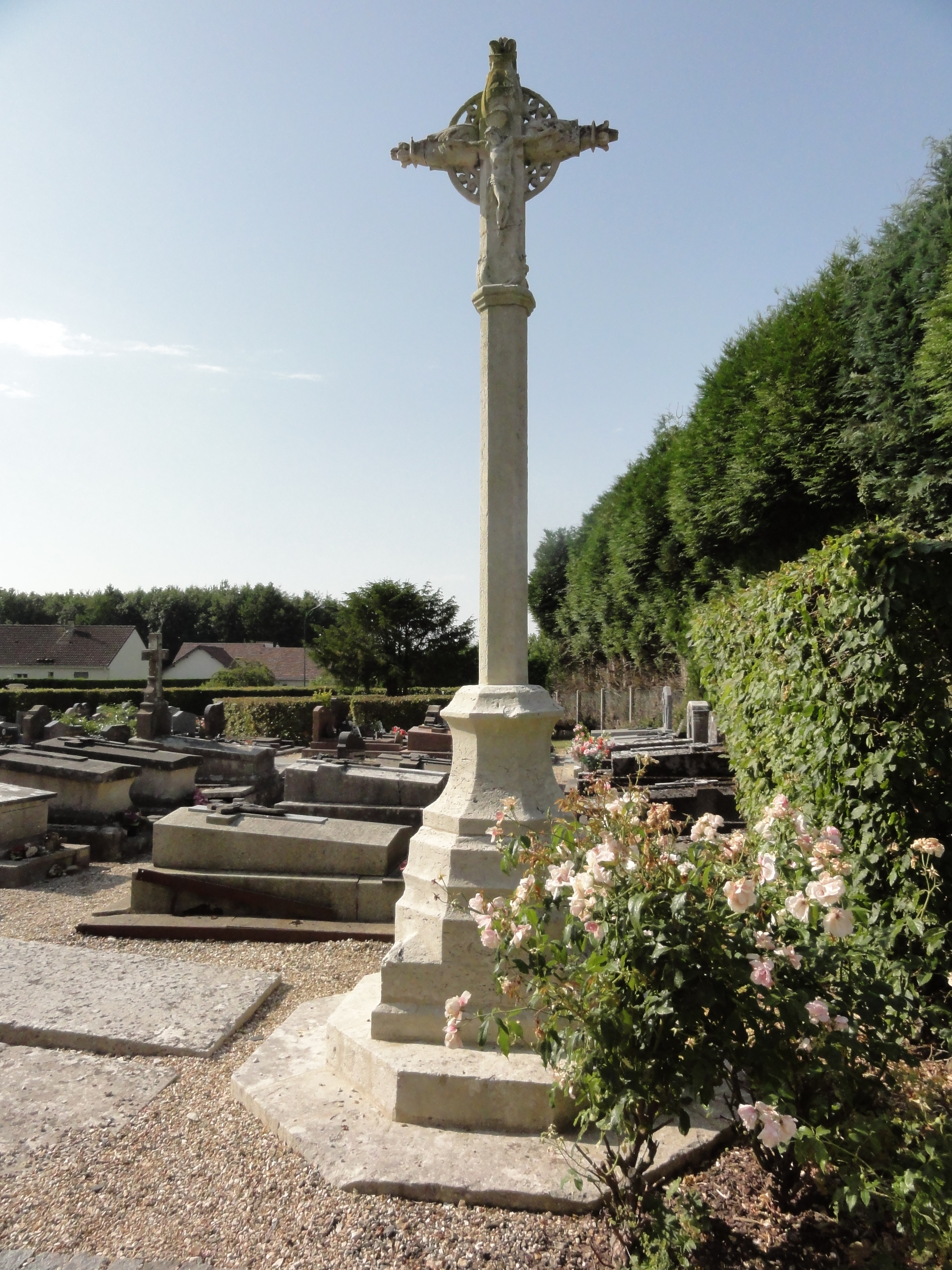
Croix du cimetière, recto.
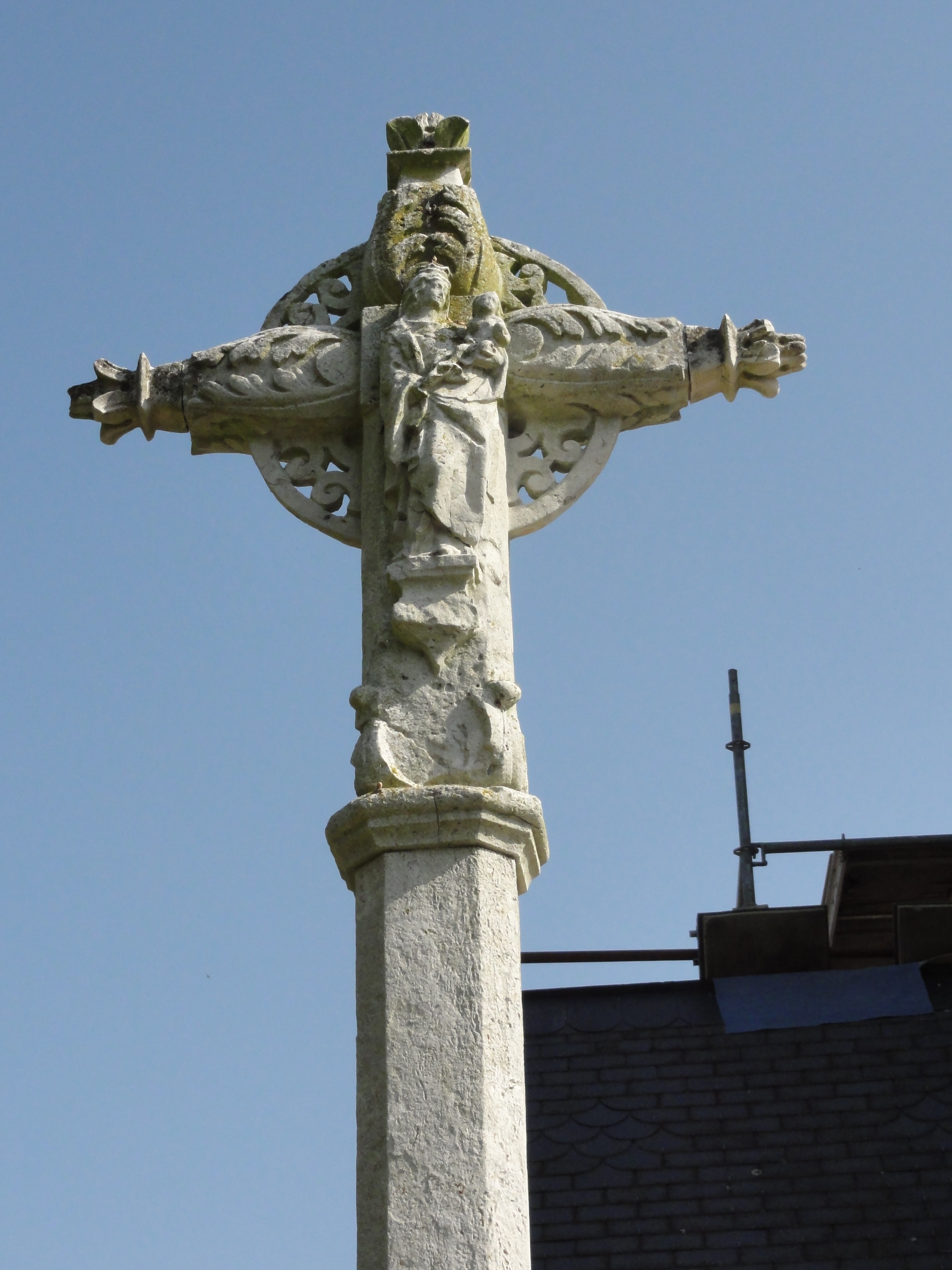
Croix du cimetière, verso.
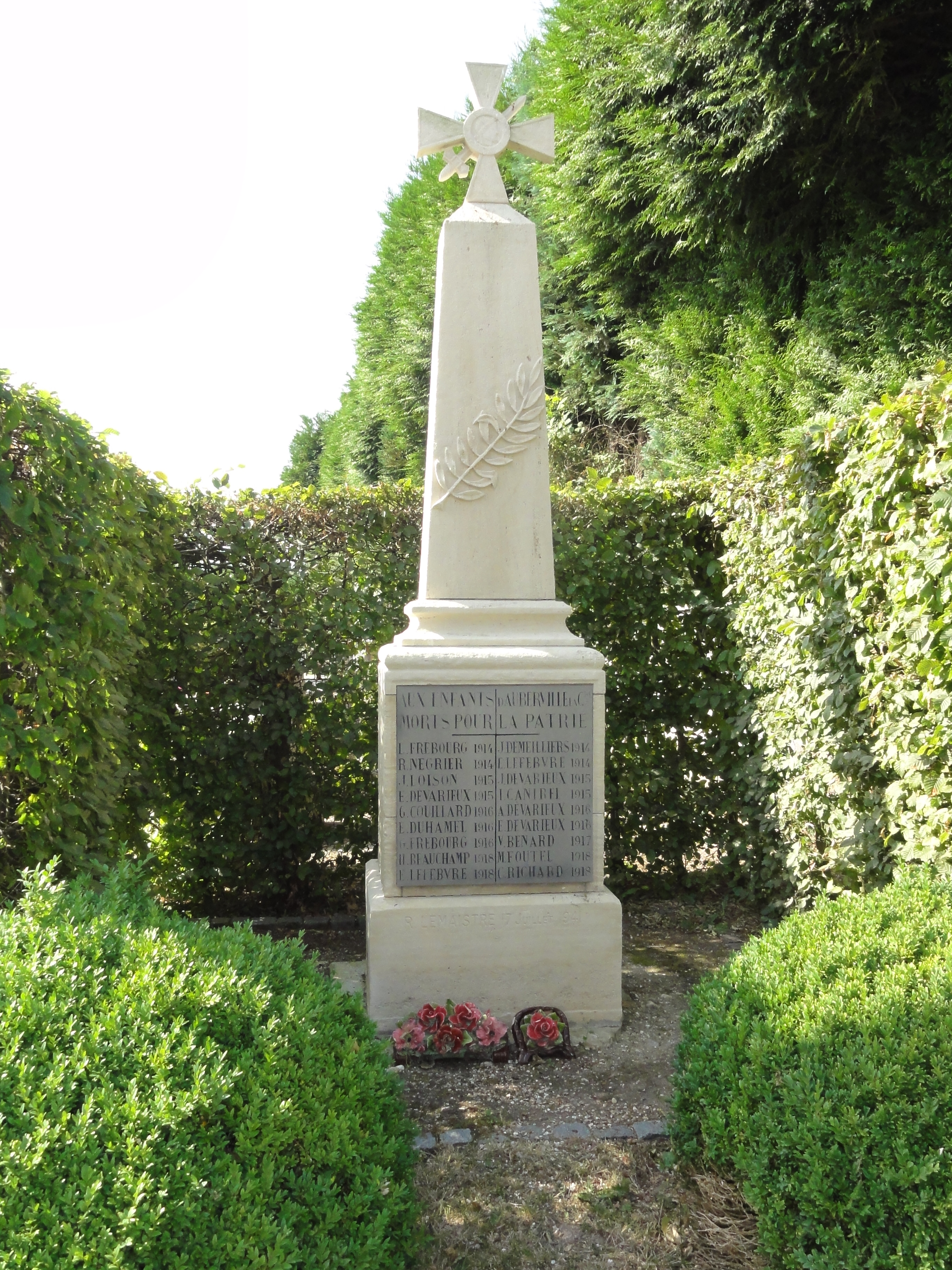
Monument aux morts.

### Héraldique
| Armes de Auberville-la-Campagne | Les armes de la commune de Auberville-la-Campagne se blasonnent ainsi : D'azur à la cotice d'or accompagnée en chef d’une fleur de lis et d’une étoile rangées en bande et en pointe d'un crosseron, le tout du même. |